# Ursula Lietz
Ursula Lietz (* 19. Juni 1940 in Wuppertal; † 11. November 2018; geborene Hohrath) war eine deutsche Politikerin (CDU). Sie war von 1998 bis 2005 Mitglied des Deutschen Bundestages.

## Werdegang
Lietz verließ das Gymnasium mit der Mittleren Reife. Eine Ausbildung zur Medizinisch-technischen Assistentin schloss sie mit dem Staatsexamen ab und studierte in den Jahren 1967/1968 auf dem Zweiten Bildungsweg Medizinische Technologie an der University of Michigan in Ann Arbor. Sie war von 1970 bis 1998 als Wissenschaftliche Assistentin und später als vereidigte Übersetzerin der englischen Sprache für die Bayer AG in einem Forschungszentrum tätig.
Ihre politische Laufbahn begann 1983 mit dem Eintritt in die CDU. Von 1983 bis 1992 war sie Vorsitzende der Frauen Union Wuppertal und von 1986 bis 1992 des Bezirksverbandes Bergisches Land. Ab 1998 war sie stellvertretende Vorsitzende des CDU-Bezirks Bergisches Land.
Nach der Kommunalwahl im September 1984 zog sie in den Rat der Stadt Wuppertal ein, dem sie bis 1998 angehörte, davon 1991 bis 1998 als CDU-Fraktionsvorsitzende. Von 1998 bis 2005 war sie Mitglied des Deutschen Bundestags und vertrat dort den Wahlkreis 70 (Wuppertal II) bzw. den Wahlkreis 104 (Solingen – Remscheid – Wuppertal II). Ihr Hauptarbeitsfeld war das Sanitätswesen in der Bundeswehr. Wie alle Bundestagsabgeordneten war sie im Mai 1999 sowie im Mai 2004 Mitglied der Bundesversammlung.
Von 1968 bis 1996 war sie Mitglied der American Society of Clinical Pathology und war ab 1972 Mitglied der Deutsch-Amerikanischen Gesellschaft. Ab 1998 war sie Kreisvorsitzende der Schutzgemeinschaft Deutscher Wald in Wuppertal. Sie war geschieden und hatte ein Kind.

## Ehrungen
- Verdienstkreuz am Bande der Bundesrepublik Deutschland